# Огюст Шарпантьє
Огюст Шарпантьє (фр. Auguste Charpentier; 1852 — 4 серпня 1916) — французький медик, відомий своїми дослідженнями у галузі офтальмології та психіатрії.

## Біографія
У 1878 році Огюст Шарпантье здобув науковий ступінь агреже. Тоді ж він почав працювати у цьому званні на кафедрі гігієни та фізики Університету Нансі. Дослідження попереднього агреже, Фердинанда Монуає, були з офтальмології та він досяг у цій галузі великих успіхів. Як і його попередник, Шарпантьє незабаром став професором. У 1879 році факультет вважав за потрібне розділити кафедру гігієни та фізики на 2 окремі. Так було створено кафедру гігієни під керівництвом Еміля Пуанкаре та кафедру фізики під керівництвом Шарпантьє. З допомогою винайденого Пуанкаре «фотооптометра» Шарпантьє досліджував адаптацію сітківки до світла, яку назвав осциляцією сітківки. Також він провів дослідження фізіології нервів.
Шарпантьє раптово помер 4 серпня 1916 року. Кінець його кар'єри був затьмарений сумнозвісною історією з дослідженням N-випромінювання, якому він присвятив понад 15 публікацій у 1904 році, описуючи його вплив на живі організми та їх біологічну дію.

## Досягнення у сфері психіатрії

### Ілюзія Шарпантьє
У 1891 році Шарпантьє описав так звані «ілюзії розміру-ваги», які отримали епонімічну назву «ілюзії Шарпантьє». Ілюзія полягає у тому, що при піднятті двох однакових за вагою, зовнішнім виглядом, але різних за об'ємом предметів, менший сприйматиметься як важчий.

### Феномен Шарпантьє
Також стан називається симптомом розладу адаптації та характеризується посиленням збудження при ажитаційній депресії. Спостерігається, як правило, у пацієнтів похилого віку при інволюційній депресії. Також симптом може спостерігатися при біполярному афективному розладі, великому депресивному розладі й органічних психозах (сенільному, атеросклеротичному).

## Оцінки
Діяльність Огюста Шарпантьє принесла йому хорошу репутацію серед інших вчених, він мав пошану у керівництва університету. Він отримав численні нагороди.